# Вень-гун (Цінь)
Вень-гун (кит.: 秦文公; д/н — 716 до н. е.) — 7-й правитель царства Цінь у 765—716 роках до н. е.

## Життєпис
Походив з династії Ін. Син Сян-гуна, якому спадкував у 765 році до н. е. коли той помер під військової кампанію проти племені цюанів (гілки конфедерації жунів). Того ж року повернув столицю до Цюаньцю (в сучасному повіті Лісянь провінції Ганьсу). Проте 762 року  до н. е. вкотре повернув столицю до міста Цянь (в сучасному повіті Лунсянь провінції Шеньсі). Невдовзі почав наступ на долину Цяньшуй.
756 року до н.е. створено державний, офіційний жертовник духам предків. У 753 році до н. е. створив посаду історіографа для запису офіційної історії Цінь. 750 року до н. е. переміг племена жунів, відвоював колишні землі Чжоу. Землі на схід від Цішаня передав Чжоу, а решту залишив для Цінь. 743 року здійснив новий успішний похід проти жунів. В результаті ті відступили на північ й захід. 
З 739 року до н.е. почав здійснювати походи в район долини річки Цзінхе (біля гір Наньшань) на заході  — проти жунських племен да-цзи, фен і да-те.
718 року до н. е. помирає його син — спадкоємець трону. Тому після смерті Вень-гуна 716 року до н. е. трон спадкував його онук Сянь-гун.